# Neurologia

Jądrowy rezonans magnetyczny jest często stosowaną metodą obrazowania w neurologii.

Neurologia – dziedzina medycyny zajmująca się diagnostyką, leczeniem i profilaktyką chorób obwodowego układu nerwowego i ośrodkowego układu nerwowego. Neurologia i psychiatria są dziedzinami pokrewnymi, a niektóre choroby są domeną zarówno neurologa jak i psychiatry. Neurologia zajmuje się głównie schorzeniami, których podłożem jest proces uszkadzający układ nerwowy, a psychiatria z kolei zajmuje się głównie chorobami, których podłożem jest biochemiczne zaburzenie funkcjonowania mózgu jako całości.
Neurologia zaczęła rozwijać się w bardziej znaczący sposób w epoce renesansu, jednak dopiero w XIX w. nastąpił skokowy przyrost wiedzy medycznej, w tym w zakresie czynności układu nerwowego, co doprowadziło do wyodrębnienia neurologii z medycyny wewnętrznej.
W Polsce lekarze neurolodzy są szkoleni w ramach dwóch specjalizacji: neurologia i neurologia dziecięca. Konsultantem krajowym neurologii od 2 lipca 2019 jest Agnieszka Słowik, a neurologii dziecięcej Justyna Paprocka (od 2 lutego 2024).

## Najczęstsze choroby układu nerwowego[5]
- Zakażenia układu nerwowego (np. zapalenie opon mózgowo-rdzeniowych, zapalenie mózgu)
- Choroby naczyniowe (np. krwotok śródmózgowy, zawał mózgu, przemijający napad niedokrwienny- TIA)
- Zaburzenia dotyczące płynu mózgowo-rdzeniowego (np. wodogłowie)
- Guzy (np. oponiaki, glejaki)
- Urazy układu nerwowego (np. ból neuropatyczny, uszkodzenia popromienne)
- Urazy okołoporodowe i zaburzenia rozwojowe (np. mózgowe porażenie dziecięce)
- Choroby genetyczne (np. choroba Wilsona)
- Choroby mitochondrialne (np. dziedziczna neuropatia nerwu wzrokowego Lebera)
- Zaburzenia nerwowo-skórne (np. choroba Recklinghausena)
- Neuropatie obwodowe (np. porażenie nerwu promieniowego)
- Zespoły otępienne (np. choroba Alzheimera)
- Ataksje dziedziczne (np. choroba Friedreicha)
- Zaburzenia ruchowe (np. choroba Parkinsona, choroba Huntingtona)
- Choroby rdzenia kręgowego (np. jamistość rdzenia)
- Choroby złącza nerwowo-mięśniowego (np. miastenia)
- Miopatie (np. dystrofia mięśniowa Duchenne’a)
- Choroby demielinizacyjne (np. stwardnienie rozsiane)
- Choroby autonomicznego układu nerwowego (np. rodzinna dysautonomia)
- Zaburzenia napadowe (np. padaczka, migrena, zaburzenia snu)

## Badanie neurologiczneobejmuje
- oględziny (typ budowy ciała, stan kości i mięśni, postawy, ułożenia)
- badanie głowy (ustawienie, ruchomość, kształt i wymiary czaszki)
- badanie nerwów czaszkowych
- badanie kończyn górnych (ułożenie, siła, ruchomość, zborność, odruchy, czucie)
- badanie tułowia (odruchy brzuszne, ruchomość kręgosłupa)
- badanie kończyn dolnych (ułożenie, siła, ruchomość, zborność, odruchy, czucie)
- badanie czucia powierzchownego
- badanie chodu
- badanie mowy
- badanie objawów oponowych
- badanie dna oka.

## Elementy oceny wyższych czynności korowych w chorobach układu nerwowego
- mowa (artykulacja, płynność, rozumienie, powtarzanie)
- orientacja (w miejscu, czasie, sytuacji osobistej)
- orientacja odnośnie do lewej i prawej strony
- pamięć (natychmiastowa, świeża, odległa)
- ilość posiadanych informacji
- czytanie i pisanie
- liczenie, umiejętności konstrukcyjne
- praksja
- gnozja (zdolność do rozpoznawania przedmiotów wzrokiem, dotykiem (brak zdolności to agnozja)

Pełniejsza i dokładniejsza ocena stanu procesów poznawczych dokonywana jest w badaniu neuropsychologicznym, które traktuje się jako badanie dodatkowe. Przesiewowa ocena neuropsychologiczna może być również postępowaniem rutynowym, zależnie od przyjętego modelu pracy w danej jednostce.

## Badania pomocnicze układu nerwowego
- elektroencefalografia (EEG)
- elektromiografia (EMG)
- ultrasonografia dopplerowska tętnic
- tomografia komputerowa (CT, KT, TK)
- tomografia rezonansu magnetycznego (MRI, MR, NMR, MRT)
- spektroskopia rezonansu magnetycznego
- czynnościowa tomografia rezonansu magnetycznego (fMRI)
- pozytonowa tomografia emisyjna (PET)
- tomografia emisyjna pojedynczego fotonu (SPECT)
- badanie płynu mózgowo-rdzeniowego
- angiografia
- badanie angio-TK i angio-MRI
- badanie potencjałów wywołanych
- badania rtg czaszki, kręgosłupa
- badania biochemiczne, np. stężenia ceruloplazminy
- badania genetyczne, np. w kierunku choroby Huntingtona.